# Aquilino Ribeiro
Aquilino Ribeiro est un écrivain, journaliste, critique et diplomate portugais né le 13 septembre 1885 à Sernancelhe, et mort à Lisbonne le 27 mai 1963. 

## Biographie
Considéré comme l'un des romanciers les plus féconds de la première moitié du XXe siècle, il inaugure son œuvre en 1907 avec le feuillet A filha do jardineiro, et enchaine avec la publication en 1913 des contes du Jardim das Tormentas et le roman A Via Sinuosa, en 1918, qui l'inscrivent au centre de la scène littéraire portugaise. Il ne cessera dès lors plus de publier, laissant une œuvre considérable : des dizaines de romans, biographies, recueils de contes et nouvelles, mémoires, essais historiques, articles de critique littéraire et traductions. Son livre Cinco réis de gente, des mémoires publiés en 1945, est considéré comme son chef-d’œuvre. Il a également écrit des livres pour enfants, dont Le Roman de la renarde, illustrée par Benjamin Rabier.
Connu pour ses positions anarchistes, emprisonné à plusieurs reprises, Aquilino Ribeiro a été forcé de s'exiler en France et en Espagne dans les années 1910 et 1920. Son nom est proposé au Prix Nobel de Littérature en 1960 par Francisco Vieira de Almeida, avec le soutien de José Cardoso Pires, David Mourão-Ferreira, Urbano Tavares Rodrigues, José Gomes Ferreira, Maria Judite de Carvalho, Mário Soares, Vitorino Nemésio, Abel Manta, Alves Redol, Luísa Dacosta, Vergílio Ferreira, parmi bien d'autres. 
Membre de l'Académie des sciences de Lisbonne, il fut Président de la Société portugaise des écrivains. Mort en 1963, il est l'une des douze figures historiques enterrées au Panthéon National de Lisbonne.
Son roman  Le Domaine : chronique romanesque (A Casa Grande de Romarigães) figure sur la Liste des 50 œuvres essentielles de la littérature portugaise établie en 2016 par le Diário de Notícias.

## Œuvre

### Romans et nouvelles
- 1918 - A via sinuosa La Voie sinueuse, traduit par Jean-Jacques Villard, Presses universitaires de France, coll. « Poètes et prosateurs du Portugal » no 2, 1971
- 1919 - Terras do demo
- 1920 - Filhas da Babilônia
- 1926 - Andam faunos pelos bosques
- 1930 - O homem que matou o diabo
- 1932 - A batalha sem fim
- 1932 - As três mulheres de Sansão
- 1933 - Maria Benigna
- 1936 - Aventura maravilhosa de D. Sebastião Rei de Portugal depois da batalha com o Miramolim
- 1937 - São Bonaboião:anacoreta e mártir
- 1939 - Mónica
- 1941 - O servo de Deus e a casa roubada
- 1943 - Volfrâmio
- 1945 - Lápides partidas
- 1947 - Caminhos errados
- 1947 - O arcanjo negro
- 1954 - Humildade gloriosa
- 1957 - A Casa Grande de Romarigães Le Domaine : chronique romanesque, traduit par Michelle Giudicelli et Olinda Kleiman, Éditions Sylvie Messinger, coll. « L’air d’autan », 1989
- 1958 - Quando os lobos uivam Quand hurlent les loups, traduit par Jacques Cendrier et Manuel Cardoso-Canelas, Éditions Albin Michel, coll. « Les grandes traductions », 2010
- 1958 - A mina de diamantes (édition conjointe avec O Malhadinhas)
- 1958 - O Malhadinhas Les Sentiers du démon, traduit par Claude Maffre et Marie-Noëlle Ciccia, Chandeigne, coll. « Série lusitane », 2004
- 1962 - Arcas encoiradas
- 1963 - Casa do escorpião

### Mémoires
- 1935 - Alemanha Ensangüentada.
- 1934 - É a guerra: diário
- 1948 - Cinco réis de gente
- 1974 - Um escritor confessa-se (Posthume)

### Biographies
- 1950 - Luís de Camões: fabuloso e verdadeiro (2 volumes)
- 1956 - O romance de Camilo (3 volumes) (considérée comme la plus importante biographie de Camilo Castelo Branco)

### Contes
- 1907 - A filha do jardineiro
- 1913 - Jardim das tormentas (Pref. Carlos Malheiro Dias)
- 1919 - Valeroso milagre
- 1922 - Estrada de Santiago
- 1934 - Sonhos de uma noite de Natal
- 1935 - Quando ao gavião cai a pena

### Littérature pour enfants
- 1924 - Romance da raposa Le Roman de la renarde, traduit par Bernard Tissier et Diogo Quintela, illustration de Benjamin Rabier, Chandeigne, coll. « Série lusitane illustrée », 2000
- 1936 - Arca de Noé I
- 1936 - Arca de Noé II
- 1936 - Arca de Noé III
- 1945 - O livro do menino Deus
- 1952 - Fernão Mendes Pinto:aventuras extraordinárias de um português no Oriente
- 1967 - O livro de Marianinha: lengalengas e toadilhas em prosa rimada (Posthume)

### Essais historiques
- 1943 - Os avós dos nossos avós
- 1952 - Príncipes de Portugal: suas grandezas e misérias

### Traductions
- D. Quixote de la Mancha de Miguel de Cervantes Saavedra
- O príncipe perfeito, de Xenofonte (tradução e prefácio)
- A retirada dos dez mil, de Xenofonte  (tradução e prefácio)
- O Santo (1907) de Antonio Fogazzaro